# Pfarrkirche Schwarzenberg am Böhmerwald

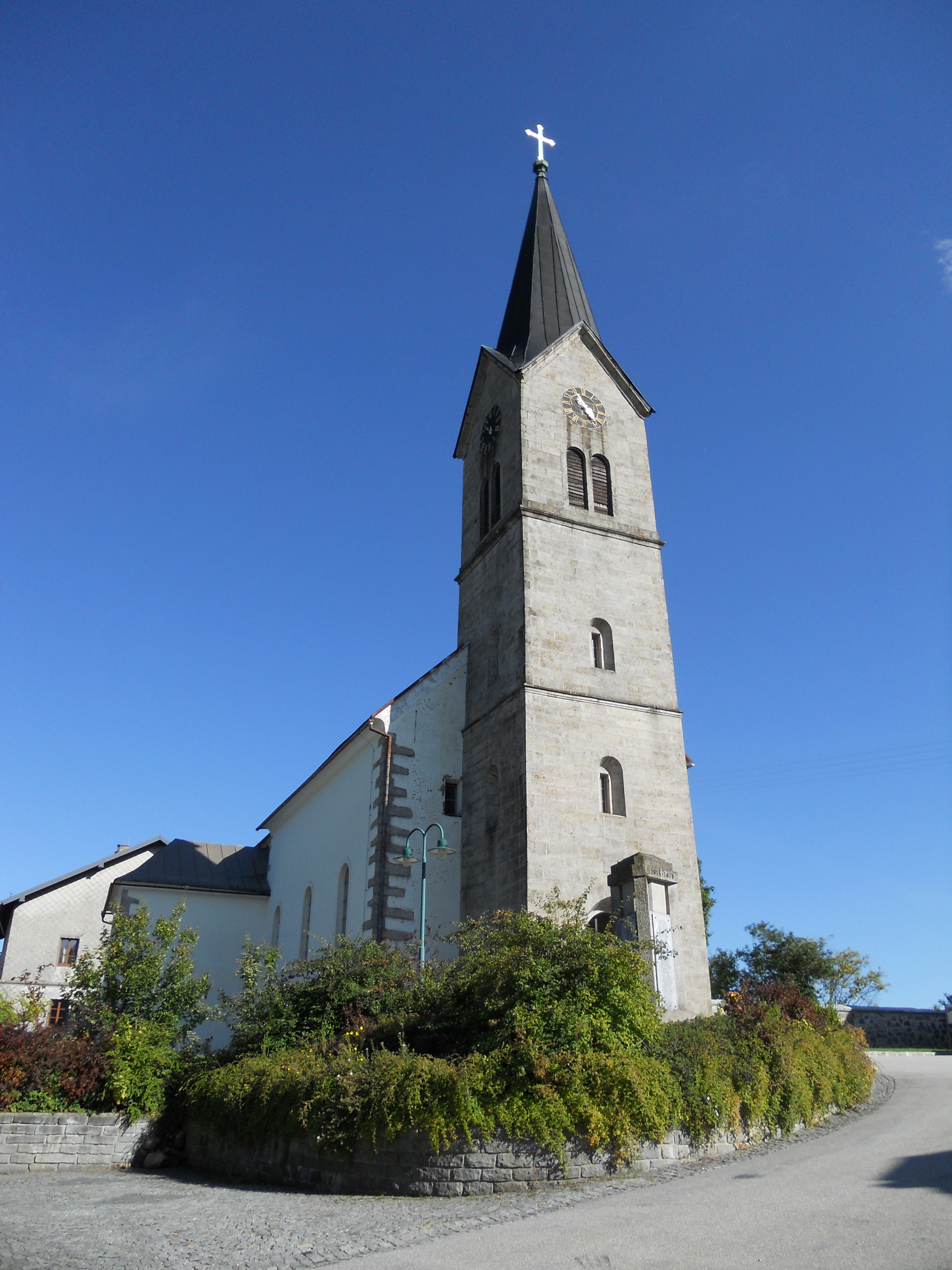
Pfarrkirche Schwarzenberg

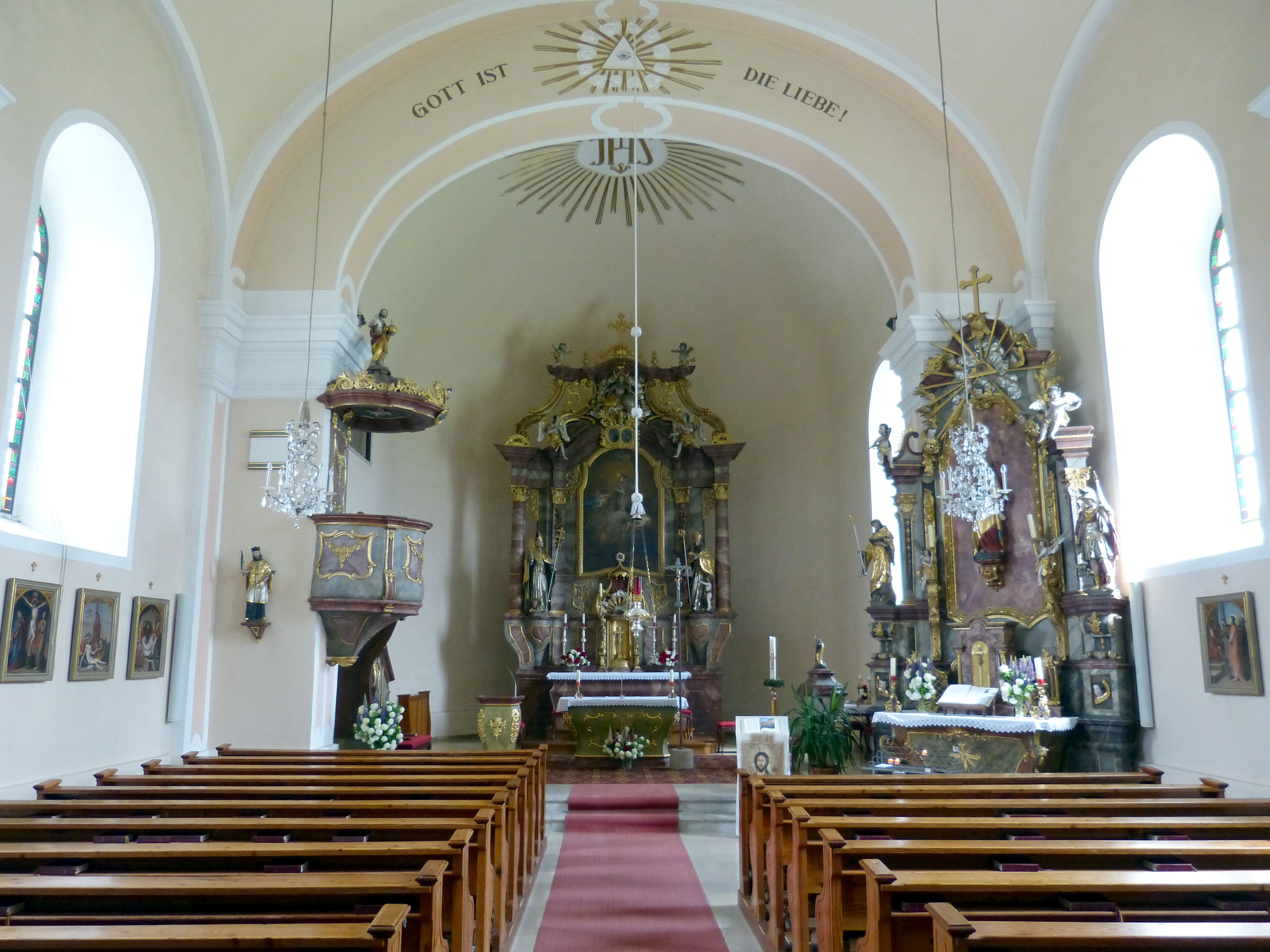
Innenansicht

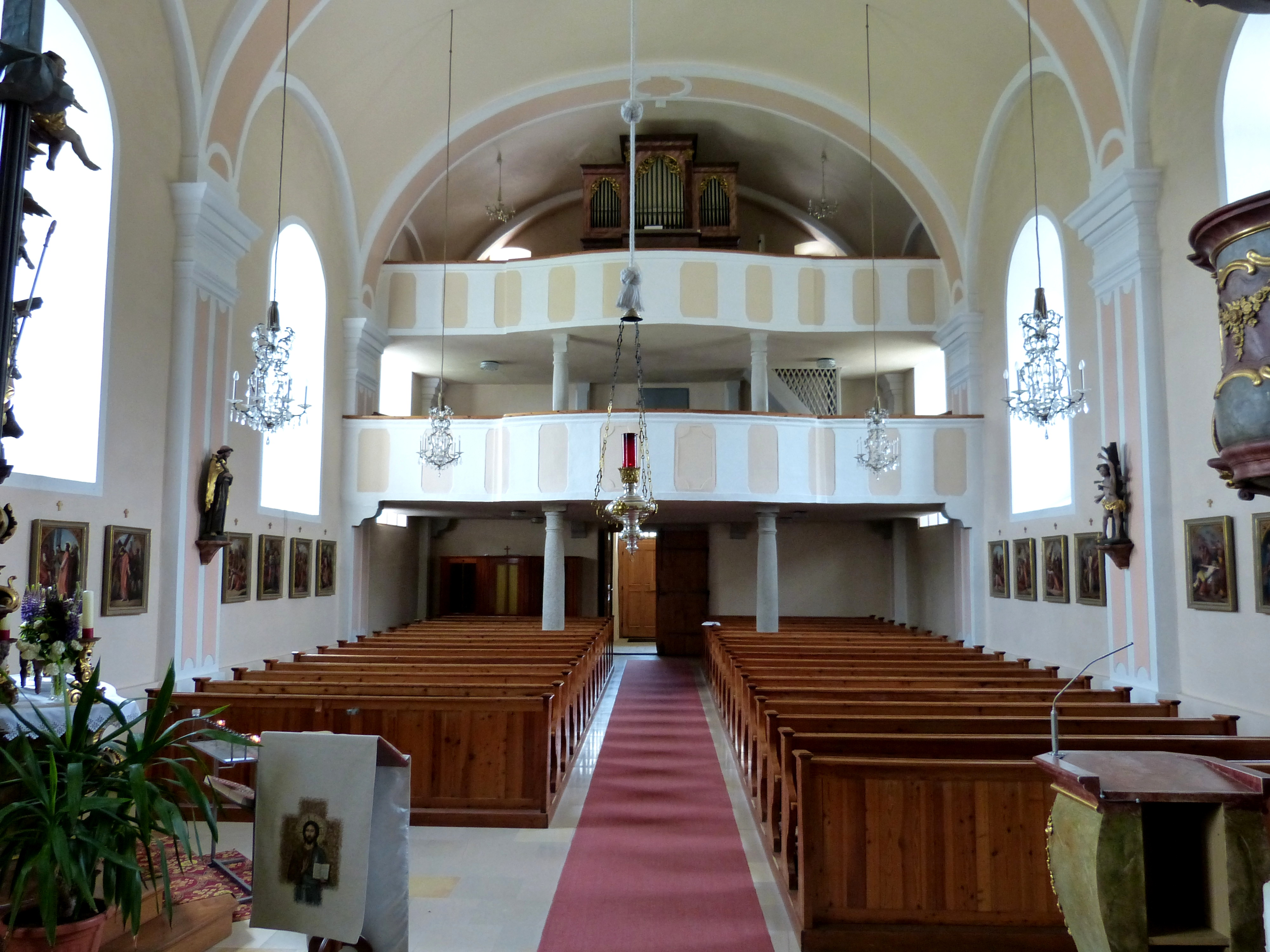
Ansicht der Orgelempore

Die Pfarrkirche Schwarzenberg am Böhmerwald steht in der Gemeinde Schwarzenberg am Böhmerwald im oberen Mühlviertel in Oberösterreich. Die römisch-katholische Pfarrkirche Johannes Nepomuk – dem Stift Schlägl inkorporiert – gehört zum Dekanat Rohrbach in der Diözese Linz. Die Kirche steht unter Denkmalschutz.

## Geschichte
Die schlichte typisch josephinische Saalkirche mit einschiffigem dreijochigem Langhaus, leicht eingezogenem, polygonalen Chor mit 5/8-Schluss wurde zwischen 1784 und 1786 errichtet. An der Nordseite ist die Sakristei mit darüberliegendem Oratorium angeschlossen. Der durch einen Spitzhelm bekrönte Turm wurde 1859/61 ergänzt.

## Ausstattung
Der spätbarocke Hochaltar stammt aus der Zeit um 1785 und zeigt am Altarblatt den Heiligen Johannes Nepomuk. Die neubarocke Kanzel stammt von Johann Mayr aus 1884, das Taufbecken und die meisten Heiligenstatuen wurden von Jordan Koller geschaffen.